# アーメド・アカイシ
アーメド・アカイシ（Ahmed Akaïchi、1989年2月23日 - ）は、チュニジア・ビゼルト出身のプロサッカー選手。チュニジア代表。アル・アハリ・ドーハ所属。ポジションは、フォワード。

## 経歴

### クラブ
エトワール・サヘルでプロキャリアをスタート。2009–10シーズンからレギュラーに定着、2009年8月のESハマム・スセ戦では4ゴールを挙げ5-1の大勝に貢献した。
2011年夏、2. ブンデスリーガのFCインゴルシュタット04に移籍。
2015年7月、チャンピオンシップのレディングFCのトライアルに参加したが、契約には至らなかった。

### 代表
アフリカネイションズカップ2015ではグループステージで2得点を挙げ、決勝トーナメント進出に貢献した。準々決勝の赤道ギニア戦で敗退したが、最終的に3得点を挙げ本大会の得点王を獲得した。

## タイトル

### クラブ
エスペランス・チュニス
- チュニジア・リーグ (1) : 2014

エトワール・サヘル
- チュニジア・リーグ (1) : 2016

アル・イテハド
- クラウンプリンスカップ : 2017
- サウジ国王杯 : 2018

アル・アヘド
- AFCカップ : 2019

### 代表
- アフリカネイションズチャンピオンシップ (1) : 2011

### 個人
- チュニジア・リーグ得点王 (1) : 2011
- アフリカネイションズカップ得点王 (1) : 2015